# イアン・トーマス (野球)
イアン・ドリュー・トーマス（Ian Drew Thomas, 1987年4月20日 - ）は、アメリカ合衆国・バージニア州ノーフォーク出身のプロ野球選手（投手）。左投右打。2019年現在は、独立リーグ・アトランティックリーグのヨーク・レボリューション所属。

## 経歴
2009年にノーザンリーグのウィニペグ・ゴールドアイズと契約。11試合に登板し、0勝1敗・防御率2.81だった。
2010年は34試合に登板し、5勝1敗4セーブ・防御率1.64だった。
2011年は37試合に登板し、6勝3敗1セーブ・防御率2.20だった。この年限りでウィニペグを退団した。
2012年はアトランティックリーグのヨーク・レボリューションに入団し、1試合に登板した。年5月21日にアトランタ・ブレーブスと契約。この年は傘下のA級ローム・ブレーブスで26試合に登板し、5勝0敗6セーブ・防御率3.15だった。
2013年はAA級ミシシッピ・ブレーブスで39試合に登板し、7勝8敗1セーブ・防御率2.76だった。
2014年3月29日にブレーブスとメジャー契約を結び、初の開幕ロースター入りを果たした。3月31日に行われたミルウォーキー・ブルワーズとの開幕戦でメジャーデビュー。2点ビハインドの7回裏から登板し、0.1回を投げ1安打無失点に抑えた。
2015年5月27日にフアン・ウリーベ、クリス・ウィズロウとのトレードで、アルベルト・カヤスポ、エリック・スタルツ、フアン・ハイメと共にロサンゼルス・ドジャースへ移籍した。
2016年6月30日にバド・ノリスの加入に伴ってDFAとなった。
2017年と2018年は故障により所属球団なく、2019年4月25日にアトランティックリーグのヨーク・レボリューションと契約。

## 詳細情報

### 背番号
- 67 (2014年)
- 60 (2015年 - 同年途中)
- 58 (2015年途中 - 同年終了)